# 5월

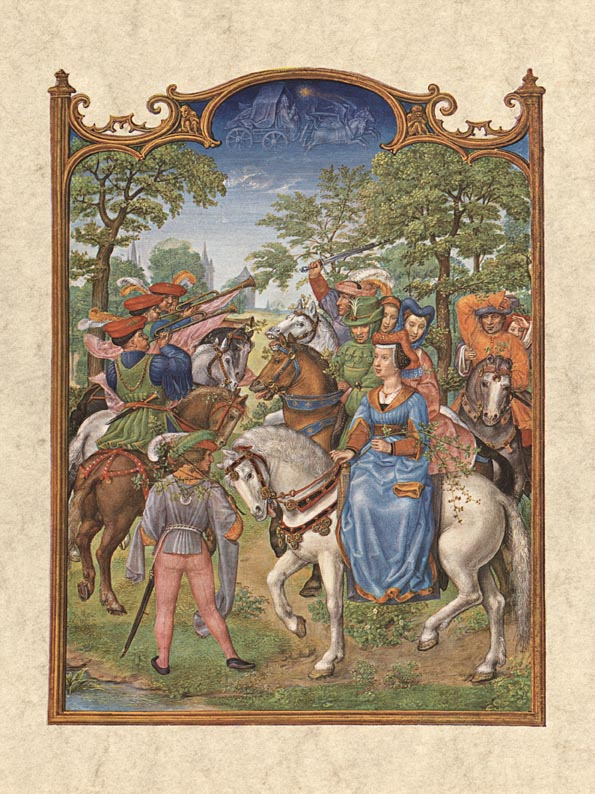

5월(五月, May)은 그레고리력에서 한 해의 다섯 번째 달이며, 31일까지 있는 7개의 달 중 하나이다. 대한민국에서는 5월이 가정의 달이다. 이 달과 다음 해의 1월은 항상 같은 요일로 시작하고 같은 요일로 끝난다.
400년 동안 이 달은 화요일, 금요일, 일요일에 58번, 수요일과 목요일에 57번, 월요일과 토요일에는 56번 시작한다.
단, 첫 주 평일은 2일(노동절 당일 이후 포함), 3일, 6일(노동절·어린이날 징검다리 연휴 포함)이며, 마지막 주 평일은 29일, 30일, 31일이다.
음력 3월과 음력 4월이 이 달에 있으며 5월에는 음력 3월 15~16일, 4월 15~16일의 보름달을 관측할 수 있다. 이 달에 윤달이 끼는 경우는 윤3월 혹은 윤4월인데 소만 이전은 윤3월, 소만 이후는 윤4월이다.

## 행사
- 음력 4월 8일은 부처님 오신 날이다.[1]
- 많은 나라에서 5월 1일에 메이 데이를 보낸다.
- 음력 5월 5일은 단오다.[2]
- 대한민국에서는 2017년 박근혜 전 대통령 탄핵으로 이 해부터 2022년까지 5월 10일에 대통령 취임식을 했다.
- 대한민국 국회의 임기는 5월 30일에 시작한다.
- 기독교에서 예수 승천일은 주로 5월에 온다.
- 한국에서는 5월 하순부터 여름의 시작으로 본다.
- 한국의 워터파크들은 5월에 야외 시설물을 개장하기도 한다.

## 5월과 스포츠
메이저 리그 베이스볼 등의 리그는 5월이 시즌 초에 해당한다.
- 유럽 UEFA 챔피언스리그 결승전[3]
- 유럽 UEFA 유로파리그 결승전
- 미국 NBA 포스트시즌
- FIFA 월드컵 - 1986년과 2002년의 경우.

### 5월에 시즌이 끝나는 리그
- 잉글랜드 프리미어리그
- 스코틀랜드 스코틀랜드 프리미어십
- 이집트 이집트 프리미어리그
- 스페인 프리메라리가
- 프랑스 리그 1
- 이탈리아 세리에 A
- 네덜란드 에레디비시
- 독일 분데스리가
- 튀르키예 쉬페르리그
- 잉글랜드 풋볼 리그
- 웨일스 웨일스 프리미어리그
- 러시아 러시아 프리미어리그 - 2011년에 추춘제로 변경
- 그리스 수페르리가 엘라다
- 폴란드 엑스트라클라사
- 포르투갈 프리메이라리가
- 멕시코 리가 MX

## 세계 각국의 휴일
- 조선민주주의인민공화국 - 로동절 (5월 1일)
- 중화인민공화국 - 노동절 (5월 1일)
- 일본 - 헌법기념일 (5월 3일)
- 일본 - 초록의 날 (5월 4일)
- 대한민국,  일본 - 어린이날 (5월 5일)[4][5]
- 키르기스스탄 - 제헌절 (5월 5일)
- 스리랑카 - 부처님 오신 날 (양력 5월 중 처음으로 보름달이 뜨는 날)
- 말레이시아 - 부처님 오신 날 (양력 5월 중 처음으로 보름달이 뜨는 날)
- 미크로네시아 연방 - 제헌절 (5월 10일)
- 파라과이 - 독립기념일 (5월 15일) - 화요일인 경우 5월 14일, 목요일인 경우 5월 16일 추가 휴무
- 노르웨이 - 제헌절 (5월 17일)
- 튀르키예 - 스포츠의 날 (5월 19일)
- 카메룬 - 국경일 (5월 20일)
- 동티모르 - 독립기념일 (5월 20일)
- 예멘 - 통일기념일 (5월 22일)
- 에콰도르 - 피친차 전투 기념일 (5월 24일)
- 에리트레아 - 독립기념일 (5월 24일)
- 요르단 - 독립기념일 (5월 25일)
- 미국 - 메모리얼 데이 (5월 마지막 월요일[6])
- 주님 승천 대축일 - 일부 기독교 국가만[7]. 부활 제6주간 목요일[8]에 해당된다.
- 부처님 오신 날 - 일부 불교권 국가
- 영국 - 봄 공휴일 (5월 마지막 월요일)
- 캐나다 - 빅토리아 데이 (5월 24일 혹은 그 이전의 월요일)
- 아프리카 연합의 날 - 일부 아프리카 국가

## 대한민국의 국경일과 법정기념일
- 5월 1일 : 근로자의 날 - 이날에는 관공서 및 공공기관, 학교를 제외한 모든 기업체가 휴무한다.[9]
- 5월 5일 : 어린이날(공휴일) - 토요일이나 다른 공휴일[10]과 겹칠 경우 5월 6~7일에 대체공휴일 적용.
- 5월 8일 : 어버이날 -공휴일로 지정하자는 주장이 있음
- 5월 10일 : 유권자의 날(5.10총선거 기념일), 한부모가족의 날
- 5월 11일 : 입양의 날, 동학 농민 혁명 기념일
- 5월 15일 : 스승의 날
- 5월 셋째 월요일 : 성년의 날 - 매년 만 19세가 되는 젊은이를 대상으로 각종 행사를 개최한다.
- 5월 18일 : 5.18 광주 민주화 운동 기념일
- 5월 19일 - 발명의 날
- 5월 20일 : 세계인의 날
- 5월 21일 : 부부의 날
- 5월 25일 : 방재의 날
- 5월 31일 : 바다의 날

## 절기
- 입하: 5월 5일 또는 5월 6일.
- 소만: 5월 20일 또는 5월 21일.